# 축

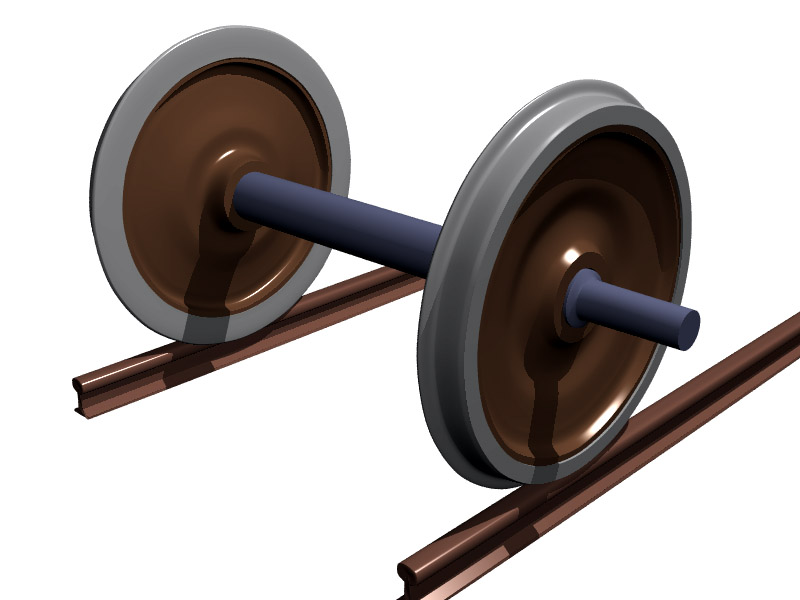

축(軸)은 물체가 회전운동을 할 때 그 물체에 고정된 것으로 가상되는 직선으로서 그 공간적 위치를 바꾸지 않는 것을 가리킨다. 보통 중실환축이 사용되며, 지름이 클 때나 가벼워야 할 때는 중공환축이 사용된다.

## 물리학에서의 축
물리학에서의 축은 2차원 또는 3차원 좌표계에서 좌표를 나타낼 때 기준이 되는 직선을 말한다.

## 기계공학에서의 축

### 차축
2개의 바퀴 사이에 사용되며 차체를 지탱하는 축이다. 철도의 객차에 사용되고 있는 것처럼 바퀴와 함께 회전하는 것과 자동차의 앞차축처럼 정지하는 것이 있다.

### 전동축
전동기나 원동기와 같은 동력원에서 작업부에 동력을 전달하는 축이다. 이 축은 주로 비틀림 작용을 받는다.

### 아버
공작기계의 작업축이며, 주로 밀링머신의 공구를 지탱하는 축이다. 선반의 심축(心軸) ·커터축을 말한다.
이 축의 정밀도가 공작물의 정밀도에 영향을 주므로 정밀도 ·내마모성(耐磨耗性) 등이 중요하다.

### 크랭크축
내연기관 ·증기기관 등의 크랭크 부분에 사용되는 축이다.
회전운동을 직선운동으로 바꾸어 주는 축이며,주로 피스톤을 움직일 때 사용함.

### 가요성축
운동방향을 자유롭게 바꾸면서 회전할 수 있는 축이다. 가느다란 철사를 코일 모양으로 촘촘하게 감은 것이 사용된다.

### 저널
축은 베어링으로 지지되며, 지지되는 축부를 저널이라고 한다. 하중이 축심에 직각으로 작용하는 가로저널, 축방향으로 작용하는 피벗저널, 축의 방향을 자유로이 바꿀 수 있는 구면저널 등이 있다.

## 같이 보기
- 축바퀴